# 주거침입의 죄
주거침입의 죄(住居侵入 －罪)는 사람이 주거, 관리하는 건조물, 선박이나 항공기 등 일정한 장소에 침입하여 평온과 안전을 침해함으로써 성립하는 죄(319조-322조)이다.

## 해당 조문
- 대한민국 형법 제319조(주거침입, 퇴거불응)
- 대한민국 형법 제320조(특수주거침입)
- 대한민국 형법 제321조(주거·신체 수색)
- 대한민국 형법 제322조(미수범)

## 같이 보기
- 주거침입죄·퇴거불응죄
- 주거수색죄